# Arboretum de Font Romeu
El Arboreto de Font Romeu (en catalán : Arborètum de Font-Romeu), es un arboreto de 9 hectáreas de extensión, especializado en las plantas de los Pirineos Orientales de la comarca histórica de Alta Cerdaña, que se encuentra en Font-Romeu-Odeillo-Via, Francia.

## Localización
El arboreto se encuentra a 1.800 m s. n. m. en el Bosque de Font-Romeu.
Bois de Font Romeu, Font-Romeu-Odeillo-Via, Pyrénées-Orientales, Languedoc-Roussillon, France-Francia. 
Planos y vistas satelitales, 42°30′20.52″N 2°02′19.68″E / 42.5057000, 2.0388000
Está abierto a diario todo el año al público en general. 

## Historia
El arboreto fue establecido en 1938 y está administrado por la « Office National des Forêts » .

## Colecciones
Actualmente contiene una colección representativa de plantas locales de Los Pirineos, incluyendo árboles, flores, y las plantas útiles, dispuestas en agrupaciones según la altitud típica en la cual las plantas crecen.